# باغ گمرک
باغ گمرک یک روستا در ایران است که در دهستان مهرآباد (دماوند) واقع شده‌است.